# 弗拉穆拉
弗拉穆拉（義大利語：Framura），是意大利拉斯佩齐亚省的一个市镇。总面积18平方公里，人口719人，人口密度39.9人/平方公里（2009年）。ISTAT代码为011014。